# University of Suffolk
University of Suffolk är ett universitet i Storbritannien.   Det ligger i grevskapet Suffolk och riksdelen England, i den sydöstra delen av landet, 110 km nordost om huvudstaden London.